# Campeonato Mundial de Ajedrez 1892
El Campeonato Mundial de Ajedrez 1892 fue un encuentro entre el retador Mijaíl Chigorin y el campeón defensor Wilhelm Steinitz de Estados Unidos. El match se jugó en La Habana, Cuba. El primer juego empezó el 1 de enero de 1892. El último juego empezó el 28 de febrero del mismo año con victoria de Steinitz. Steinitz ganó el match 12½-10½, manteniendo su condición de campeón y convirtiéndose en el campeón oficial número 4.

## Antecedentes
Tanto Steinitz como Chigorin ya habían tenido un enfrentamiento entre ambos en 1889 por el Campeonato Mundial de Ajedrez 1889. El match fue muy esperado, ya que se enfrentaban tanto la Escuela Romántica (Chigorin) y la Escuela Moderna (Steinitz). Ese match (que fue jugado a mejor de 20 juegos) lo ganó Steinitz por un cómodo margen de 10½ puntos contra 6½ por parte de Chigorin. Chigorin tuvo la oportunidad de retar a Steinitz a otro match en Campeonato Mundial de Ajedrez 1890/91 en 1890, pero declinó la participación por la prontitud que hubo entre el match anterior y el que se iba a jugar.

## Contrincantes

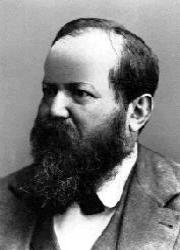
C. defensor
Wilhelm Steinitz

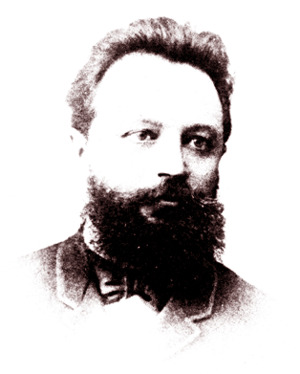
Retador
Mijaíl Chigorin

Steinitz había sido el campeón mundial de ajedrez por casi dos décadas. Se lo conoció como campeón oficial de ajedrez (pero no en forma oficial) desde 1866 cuando derrotó a Adolf Anderssen en un match en 1866 en la ciudad inglesa de Londres. Se lo conoció como campeón oficial desde 1886 cuando derrotó a Johannes Zukertort en un match oficial, y desde entonces, había permanecido imbatido en los matches que jugó en 1889 (contra Chigorin) y 1890 (contra Isidor Gunsberg). 
Desde 1880, se consideró a Chigorin como uno de los jugadores más fuertes de ajedrez de la época, habiendo terminado en el cuarto puesto en el Torneo de ajedrez de Londres 1883, tan solo detrás de Zukertort (el ganador), Steinitz (segundo puesto) y Blackburne (tercer puesto); y tenía una puntuación contra Steinitz de 3 victorias contra 1 derrota a favor de Chigorin antes de su primer match oficial entre ambos. 

## Match
El match sería jugado a mejor de 20 juegos, las victorias contando 1 punto, los empates ½ punto, y las derrotas 0, y acabaría cuando un jugador llegue a 10½ o llegue a 10 victorias. Si el match acabara en un empate 10 a 10, se seguirán jugando partidas hasta que alguno gane 10 partidas. 
| Jugador          | 1 | 2 | 3 | 4 | 5 | 6 | 7 | 8 | 9 | 10 | 11 | 12 | 13 | 14 | 15 | 16 | 17 | 18 | 19 | 20 | 21 | 22 | 23 | Total (Vic) |
| ---------------- | - | - | - | - | - | - | - | - | - | -- | -- | -- | -- | -- | -- | -- | -- | -- | -- | -- | -- | -- | -- | ----------- |
| Wilhelm Steinitz | 0 | ½ | ½ | 1 | ½ | 1 | 0 | 0 | ½ | 0  | 1  | 0  | 1  | 1  | 0  | 1  | 0  | 1  | 0  | 1  | ½  | 1  | 1  | 12½ (10)    |
| Mijaíl Chigorin  | 1 | ½ | ½ | 0 | ½ | 0 | 1 | 1 | ½ | 1  | 0  | 1  | 0  | 0  | 1  | 0  | 1  | 0  | 1  | 0  | ½  | 0  | 0  | 10½ (8)     |

### Partida 1: Chigorin - Steinitz, 1-0
C52 - Gambito Evans Aceptado, Línea Principal
1.e4 e5 2.Cf3 Cc6 3.Ac4 Ac5 4.b4 Axb4 5.c3 Aa5 6.0–0 d6 7.d4 Ag4 8.Ab5 exd4 9.cxd4 Ad7 10.Ab2 Cce7 11.Axd7+ Dxd7 12.Ca3 Ch6 13.Cc4 Ab6 14.a4 c6 15.e5 d5 16.Cd6+ Rf8 17.Aa3 Rg8 18.Tb1 Chf5 19.Cxf7 Rxf7 20.e6+ Rxe6 21.Ce5 Dc8 22.Te1 Rf6 23.Dh5 g6 24.Axe7+ Rxe7 25.Cxg6+ Rf6 26.Cxh8 Axd4 27.Tb3 Dd7 28.Tf3 Txh8 29.g4 Tg8 30.Dh6+ Tg6 31.Txf5+ 1-0

### Partida 2: Steinitz - Chigorin, ½-½
C65 - Apertura Española, Defensa Berlinesa
1.e4 e5 2.Cf3 Cc6 3.Ab5 Cf6 4.d3 d6 5.c3 g6 6.Cbd2 Ag7 7.Cf1 0–0 8.Ce3 d5 9.Dc2 a6 10.Aa4 dxe4 11.dxe4 Cd7 12.0–0 Cc5 13.Axc6 bxc6 14.Td1 De7 15.b3 Ce6 16.Cc4 Cf4 17.Axf4 exf4 18.Cd4 c5 19.Ce2 g5 20.Te1 Ab7 21.f3 Tae8 22.Tad1 g4 23.Cxf4 Dg5 24.Cd5 gxf3 25.Te3 f5 26.e5 f4 27.Txf3 Axe5 28.Tf2 f3 29.Cxe5 Txe5 30.c4 Axd5 31.cxd5 Tfe8 32.Txf3 ½-½

### Partida 3: Chigorin - Steinitz, ½-½
C52 - Gambito Evans Aceptado, Línea Principal
1.e4 e5 2.Cf3 Cc6 3.Ac4 Ac5 4.b4 Axb4 5.c3 Aa5 6.0–0 d6 7.d4 Ag4 8.Ab5 exd4 9.cxd4 Ad7 10.Ab2 Cf6 11.Ca3 0–0 12.d5 Ce7 13.Axf6 gxf6 14.Axd7 Dxd7 15.Cc4 Ab6 16.Ch4 Rh8 17.Df3 f5 18.Cxb6 axb6 19.exf5 Ta4 20.g3 c6 21.dxc6 bxc6 22.Tfe1 Cd5 23.Dh5 Tg8 24.Rh1 Cf6 25.Df3 d5 26.Te2 d4 27.Tae1 Dd5 28.Te7 Rg7 29.Rg1 Dxf3 30.Cxf3 Cd5 31.Td7 d3 32.Td1 Te8 ½-½

### Partida 4: Steinitz - Chigorin, 1-0
C65 - Apertura Española, Defensa Berlinesa
1.e4 e5 2.Cf3 Cc6 3.Ab5 Cf6 4.d3 d6 5.c3 g6 6.Cbd2 Ag7 7.Cf1 0–0 8.Aa4 Cd7 9.Ce3 Cc5 10.Ac2 Ce6 11.h4 Ce7 12.h5 d5 13.hxg6 fxg6 14.exd5 Cxd5 15.Cxd5 Dxd5 16.Ab3 Dc6 17.De2 Ad7 18.Ae3 Rh8 19.0–0–0 Tae8 20.Df1 a5 21.d4 exd4 22.Cxd4 Axd4 23.Txd4 Cxd4 24.Txh7+ Rxh7 25.Dh1+ Rg7 26.Ah6+ Rf6 27.Dh4+ Re5 28.Dxd4+ 1-0

### Partida 5: Chigorin - Steinitz, ½-½
C52 - Gambito Evans Aceptado, Línea Principal
1.e4 e5 2.Cf3 Cc6 3.Ac4 Ac5 4.b4 Axb4 5.c3 Aa5 6.0–0 d6 7.d4 Ag4 8.Ab5 exd4 9.cxd4 Ad7 10.Ab2 Cf6 11.Ca3 0–0 12.d5 Cb8 13.Tc1 Axb5 14.Cxb5 Cbd7 15.Dc2 a6 16.Cbd4 g6 17.Ce2 Te8 18.Cg3 Tc8 19.Dd3 De7 20.Da3 Ab6 21.Dc3 c6 22.Cd4 Axd4 23.Dxd4 cxd5 24.exd5 De5 25.Db4 Dxd5 26.Tcd1 Dxa2 27.Txd6 Te6 28.Axf6 Cxf6 29.Dxb7 Tce8 30.Tdd1 h5 31.Ta1 Dc4 32.Tfc1 Df4 33.h3 h4 34.Cf1 Te2 35.Df3 Dxf3 36.gxf3 Cd5 37.Tc4 Tb2 38.Td1 Cb6 39.Tc6 a5 40.Ce3 a4 41.Td3 Ta8 42.Ta3 Td8 43.f4 Tb5 44.Rg2 Td4 45.Rf3 Tbb4 46.f5 gxf5 47.Tf6 Tf4+ 48.Rg2 Tb2 49.Cd1 Td2 50.Txb6 Txd1 51.Ta6 Td2 52.Tf3 Txf3 53.Rxf3 Td3+ 54.Rf4 a3 55.Rxf5 ½-½

### Partida 6: Steinitz - Chigorin, 1-0
C59 - Defensa de los Dos Caballos, Defensa Steinitz
1.e4 e5 2.Cf3 Cc6 3.Ac4 Cf6 4.Cg5 d5 5.exd5 Ca5 6.Ab5+ c6 7.dxc6 bxc6 8.Ae2 h6 9.Ch3 Ac5 10.0–0 0–0 11.d3 Cd5 12.c4 Ce7 13.Rh1 Axh3 14.gxh3 Cf5 15.f4 exf4 16.Axf4 Ce3 17.Axe3 Axe3 18.Cc3 Tb8 19.Tb1 Dd7 20.b4 Cb7 21.b5 Cd8 22.Ag4 Dd4 23.Tb3 cxb5 24.Cxb5 Dc5 25.Tf5 De7 26.Cc3 Txb3 27.axb3 Ad4 28.Cd5 Dd6 29.b4 g6 30.Tf1 Cc6 31.Dd2 Rg7 32.Af3 Td8 33.Ag2 Ae5 34.De3 Td7 35.Te1 f6 36.b5 Cd4 37.Df2 Db8 38.Ae4 Ce6 39.Tf1 Tf7 40.Axg6 Rxg6 41.Df5+ Rg7 42.Dxe6 Db7 43.d4 Ab8 44.Tg1+ Rf8 45.Df5 Ad6 46.c5 Ae7 47.c6 1-0

### Partida 7: Chigorin - Steinitz, 1-0
C52 - Gambito Evans Aceptado, Línea Principal
1.e4 e5 2.Cf3 Cc6 3.Ac4 Ac5 4.b4 Axb4 5.c3 Aa5 6.0–0 d6 7.d4 Ad7 8.Db3 Df6 9.dxe5 dxe5 10.Td1 h6 11.Aa3 Td8 12.Cbd2 Ab6 13.Ad5 Ca5 14.Db4 c5 15.Db2 Ce7 16.Cb3 Cxb3 17.Dxb3 0–0 18.Axb7 Cg6 19.c4 Cf4 20.De3 Ag4 21.Ad5 Tfe8 22.Ab2 Td6 23.Td2 Cxg2 24.Rxg2 Axf3+ 25.Dxf3 Dg5+ 26.Rh1 Dxd2 27.Dxf7+ Rh7 28.Tg1 1-0

### Partida 8: Steinitz - Chigorin, 0-1
C58 - Defensa de los Dos Caballos, Ataque Fegatello
1.e4 e5
```
2.Cf3 Cc6
3.Ac4 Cf6
4.Cg5 d5
5.exd5 Ca5
6.Ab5+ c6
7.dxc6 bxc6
8.Af1 h6
9.Ch3 Ac5
10.d3 Db6
11.De2 Ag4
12.f3 Axh3
13.gxh3 0–0–0
14.Cd2 Cd5
15.Cb3 Ab4+
16.Ad2 Ce3
17.Axb4 Dxb4+
18.c3 Dh4+
19.Rd2 Cac4+
20.Rc1 Txd3
21.Ag2 Thd8
22.a4 Td1+
23.Txd1 Txd1+
24.Dxd1 Cxd1

0-1
```

### Partida 9: Chigorin - Steinitz, ½-½
C52 - Gambito Evans Aceptado, Línea Principal
1.e4 e5 2.Cf3 Cc6 3.Ac4 Ac5 4.b4 Axb4 5.c3 Aa5 6.0–0 d6 7.d4 Ad7 8.Db3 Df6 9.dxe5 dxe5 10.Td1 h6 11.Axf7+ Dxf7 12.Dxf7+ Rxf7 13.Txd7+ Cge7 14.Rf1 Re6 15.Td3 Tad8 16.Ce1 Cc8 17.Re2 Cd6 18.f3 b5 19.a3 Ab6 20.Cd2 Ca5 21.Tb1 a6 22.Cc2 Cdb7 23.Txd8 Txd8 24.Cb4 Cc5 25.Cd5 Ca4 26.Rd1 c6 27.Cxb6 Cxb6 28.Rc2 Cbc4 29.Cf1 Td7 30.Ta1 Cb6 31.Ae3 Ca4 32.Te1 Cc4 33.Ac1 c5 34.h4 ½-½

### Partida 10: Steinitz - Chigorin, 0-1
C58 - Defensa de los Dos Caballos, Ataque Fegatello
1.e4 e5 2.Cf3 Cc6 3.Ac4 Cf6 4.Cg5 d5 5.exd5 Ca5 6.Ab5+ c6 7.dxc6 bxc6 8.Af1 h6 9.Ch3 Ac5 10.De2 0–0 11.c3 Ab6 12.d3 Cd5 13.Ca3 Te8 14.Ad2 Af5 15.0–0–0 Tb8 16.g4 Ag6 17.Ag2 Ac5 18.Cc2 Db6 19.b4 Db5 20.Ae4 Da4 21.Rb2 Te7 22.Axg6 fxg6 23.Tb1 Ad6 24.Thc1 Tb6 25.Ra1 Teb7 26.Tb2 c5 27.De4 Cf6 28.Dxg6 cxb4 29.cxb4 Cc6 30.g5 Ce7 0-1

### Partida 11: Chigorin - Steinitz, 0-1
C62 - Apertura Española, Defensa Steinitz Antigua
1.e4 e5 2.Cf3 Cc6 3.Ab5 d6 4.Cc3 Ad7 5.d4 Cge7 6.Ag5 f6 7.Ae3 Cg6 8.Dd2 a6 9.Aa4 b5 10.Ab3 Ca5 11.0–0 c6 12.dxe5 fxe5 13.Ag5 Ae7 14.Tfd1 Cb7 15.Axe7 Dxe7 16.Cg5 Tf8 17.Cxh7 Th8 18.Dg5 Cf4 19.Dxe7+ Rxe7 20.Cg5 Th5 21.h4 Txh4 22.g3 Tg4 23.Cf3 Tf8 24.Td2 Cc5 25.Ch2 Tg6 26.Te1 Ch3+ 27.Rg2 Cg5 28.Tde2 Th6 29.Te3 Tfh8 30.Cf1 Ah3+ 31.Rg1 Ag4 32.Rg2 b4 33.f4 Ah3+ 34.Rf2 Tf6 35.Ce2 Cgxe4+ 36.Rg1 Axf1 37.fxe5 dxe5 38.Txf1 Tfh6 39.Tf7+ Rd6 40.Txg7 Th1+ 41.Rg2 Cd2 42.Tg6+ Rc7 43.g4 T8h2+ 44.Rg3 Cf1+ 45.Rf3 Th3+ 0-1

### Partida 12: Steinitz - Chigorin, 0-1
C59 - Defensa de los Dos Caballos, Defensa Steinitz
1.e4 e5 2.Cf3 Cc6 3.Ac4 Cf6 4.Cg5 d5 5.exd5 Ca5 6.Ab5+ c6 7.dxc6 bxc6 8.Ae2 h6 9.Ch3 Ac5 10.0–0 0–0 11.c3 Cb7 12.Da4 Axh3 13.gxh3 Dd6 14.d3 Cd5 15.Af3 Ab6 16.Dh4 Ac7 17.Td1 f5 18.Axd5+ cxd5 19.Cd2 Tf6 20.Rf1 e4 21.d4 Tg6 22.Dh5 Tg5 23.Dh4 Da6+ 24.c4 dxc4 25.f4 c3+ 26.Rf2 e3+ 0-1

### Partida 13: Chigorin - Steinitz, 0-1
C52 - Gambito Evans Aceptado, Línea Principal
1.e4 e5 2.Cf3 Cc6 3.Ac4 Ac5 4.b4 Axb4 5.c3 Aa5 6.0–0 d6 7.d4 Ag4 8.Ab5 exd4 9.cxd4 Ad7 10.Ab2 Cf6 11.Ca3 Cxe4 12.d5 Ce7 13.Da4 Ac3 14.Tab1 Axb2 15.Txb2 Cc5 16.Dd4 0–0 17.Ac4 Cf5 18.Dd2 Df6 19.Ae2 Tfe8 20.Cb1 Te7 21.Cc3 Tae8 22.Ad1 Ch4 23.Tb4 Cg6 24.Ac2 a5 25.Td4 Af5 26.Aa4 Cxa4 27.Txa4 b6 28.Cd4 Ce5 29.f4 Cg4 30.Cc6 Te3 31.Td4 Dh4 32.h3 Cf6 33.Ce5 Tg3 34.Cf3 Dxh3 35.Tf2 Txg2+ 36.Txg2 Dxf3 37.Tf2 Dg3+ 38.Tg2 Te1+ 0-1

### Partida 14: Steinitz - Chigorin, 1-0
C65 - Apertura Española, Defensa Berlinesa
1.e4 e5 2.Cf3 Cc6 3.Ab5 Cf6 4.d3 d6 5.c3 g6 6.Cbd2 Ag7 7.Cf1 0–0 8.Aa4 d5 9.De2 Dd6 10.Ac2 b6 11.Cg3 Aa6 12.0–0 dxe4 13.Cxe4 Cxe4 14.Dxe4 Ab7 15.Dh4 Ce7 16.Cg5 h6 17.Ce4 Dd7 18.Axh6 Cf5 19.Dh3 Axe4 20.dxe4 Axh6 21.Tad1 Dc8 22.exf5 Rg7 23.f6+ Rh7 24.Td7 De8 25.Dg4 Rh8 26.Ae4 Td8 27.Te7 Db5 28.Axg6 e4 29.Af5 Dxb2 30.Dh5 Dd2 31.Txf7 Txf7 32.Dxf7 Dxf2+ 33.Rxf2 1-0

### Partida 15: Chigorin - Steinitz, 1-0
C52 - Gambito Evans Aceptado, Línea Principal
1.e4 e5 2.Cf3 Cc6 3.Ac4 Ac5 4.b4 Axb4 5.c3 Aa5 6.0–0 d6 7.d4 Ag4 8.Da4 exd4 9.cxd4 a6 10.Ad5 Ab6 11.Axc6+ bxc6 12.Dxc6+ Ad7 13.Dc3 Ce7 14.Ca3 0–0 15.Cc4 d5 16.exd5 Cxd5 17.Dc2 Df6 18.Ag5 Dg6 19.Dd2 h6 20.Ah4 Ag4 21.Ag3 Tad8 22.Tfe1 Dh5 23.Dd3 Axf3 24.gxf3 Rh8 25.a3 Aa7 26.Tab1 f5 27.Tb7 Axd4 28.Dxd4 f4 29.Ce5 fxg3 30.hxg3 Cf4 31.Dc3 Cd5 32.Dc5 Df5 33.f4 Dc8 34.Tb3 Cb6 35.Tc1 Ca8 36.Dc4 Df5 37.g4 Df6 38.Rg2 Cb6 39.De4 Cd5 40.f5 Dg5 41.Th1 Rg8 42.Cc6 Td6 43.Rg3 Cf6 44.Dc4+ Rh8 45.Ce5 Cd5 46.Th5 De7 47.Dxd5 1-0

### Partida 16: Steinitz - Chigorin, 1-0
C77 - Apertura Española, Variante Anderssen
1.e4 e5 2.Cf3 Cc6 3.Ab5 a6 4.Aa4 Cf6 5.d3 Ac5 6.c3 b5 7.Ac2 d5 8.De2 0–0 9.Ag5 dxe4 10.dxe4 h6 11.Ah4 Dd6 12.0–0 Ch5 13.Ag3 Ag4 14.b4 Ab6 15.a4 bxa4 16.Cbd2 Df6 17.Axa4 Ce7 18.Dc4 Ae6 19.Axe5 Axc4 20.Axf6 Cxf6 21.Cxc4 Cxe4 22.Cxb6 cxb6 23.Tfe1 f5 24.Ce5 Tfc8 25.c4 Ta7 26.f3 Cf6 27.Ab3 Rf8 28.b5 a5 29.Ted1 Te8 30.c5 bxc5 31.Td6 Tb8 32.Tad1 Taa8 33.b6 a4 34.Axa4 Rg8 35.Cc6 Cxc6 36.Axc6 Ce8 37.b7 Ta7 38.Td8 1-0

### Partida 17: Chigorin - Steinitz, 1-0
C52 - Gambito Evans Aceptado, Línea Principal
1.e4 e5 2.Cf3 Cc6 3.Ac4 Ac5 4.b4 Axb4 5.c3 Aa5 6.0–0 d6 7.d4 Ag4 8.Da4 Axf3 9.gxf3 exd4 10.cxd4 a6 11.Ad5 Cge7 12.Axc6+ Cxc6 13.d5 b5 14.Da3 Cb4 15.Dxa5 Df6 16.Da3 Cc2 17.Dd3 Cxa1 18.De2 0–0 19.Ab2 Dh6 20.Axa1 Tae8 21.Rh1 f5 22.Tg1 Tf7 23.Cd2 Dh5 24.Dd3 b4 25.Tg3 a5 26.Rg2 Dh4 27.exf5 a4 28.Ce4 Tb8 29.Cg5 Tbf8 30.De3 Txf5 31.De6+ Rh8 32.Axg7+ Rxg7 33.De7+ Rg6 34.Ce6+ Dxg3+ 35.hxg3 T8f7 36.De8 b3 37.axb3 axb3 38.g4 Te5 39.Dg8+ 1-0

### Partida 18: Steinitz - Chigorin, 1-0
A85 - Defensa Holandesa, Variante Rubinstein
1.Cf3 f5 2.d4 e6 3.c4 Cf6 4.Cc3 Ae7 5.d5 exd5 6.cxd5 0–0 7.g3 d6 8.Ag2 Cbd7 9.0–0 Ce5 10.Cd4 Cg6 11.Dc2 Ce8 12.f4 Af6 13.Ae3 Ad7 14.Af2 Ce7 15.Tae1 Axd4 16.Axd4 c5 17.dxc6 Axc6 18.e4 Dd7 19.Cd5 Cxd5 20.exd5 Ab5 21.Tf3 Cc7 22.Tc3 Ca6 23.Tce3 Tfe8 24.Te6 Cc7 25.Dxf5 Cxe6 26.dxe6 De7 27.Dxb5 Tac8 28.Dxb7 Tc7 29.De4 Tec8 30.Ac3 Tc4 31.Dd3 a5 32.Td1 Da7+ 33.Rh1 T4c7 34.Dxd6 h5 35.Ae4 Te8 36.De5 Tc5 37.Td5 Txd5 38.Axd5 Te7 39.Dxg7+ 1-0

### Partida 19: Chigorin - Steinitz, 1-0
C45 - Apertura Escocesa, Ataque Horwitz
1.e4 e5 2.Cf3 Cc6 3.d4 exd4 4.Cxd4 Dh4 5.Cb5 Dxe4+ 6.Ae3 Rd8 7.C1c3 De5 8.Cd5 Cf6 9.Cbxc7 Ad6 10.f4 De4 11.Ad3 Dxg2 12.Tg1 Dxh2 13.Df3 Cxd5 14.Cxd5 Dh6 15.0–0–0 f5 16.Axf5 g6 17.Cf6 Df8 18.Axd7 Dxf6 19.Axc6 Rc7 20.Ae4 Tf8 21.Tgf1 Ad7 22.Td3 Ac6 23.Axc6 bxc6 24.Ad2 Ac5 25.Ac3 Df7 26.Ae5+ Rb7 27.Tfd1 Dc4 28.Tc3 Db5 29.Tb3 Ab4 30.Td7+ Rb6 31.Ac7+ Ra6 32.Txb4 1-0

### Partida 20: Steinitz - Chigorin, 1-0
D37 - Gambito de Dama Declinado, Variante 4.Cf3
1.Cf3 d5 2.d4 Cf6 3.e3 e6 4.c4 Ae7 5.Cc3 Cbd7 6.c5 c6 7.b4 0–0 8.Ab2 Dc7 9.Ae2 Ce8 10.0–0 f5 11.Dc2 Cef6 12.a4 Ce4 13.b5 Tf6 14.a5 Cxc3 15.Axc3 a6 16.bxa6 bxa6 17.Tfb1 Tf8 18.Tb2 Ab7 19.Tab1 Tfb8 20.Ce1 Ac8 21.Cd3 Txb2 22.Txb2 Af6 23.Da4 Rf7 24.Da3 Ad8 25.Ad1 Tb8 26.Tb6 Cxb6 27.cxb6 Db7 28.Ce5+ Rg8 29.Aa4 De7 30.Ab4 Df6 31.Dc3 h6 32.Ad6 Txb6 33.axb6 Axb6 34.Dxc6 Dd8 35.Ac5 Ac7 36.Cg6 Rh7 37.Ae7 Ad7 38.Axd8 Axc6 39.Axc6 Axd8 40.Cf8+ Rg8 41.Cxe6 1-0

### Partida 21: Chigorin - Steinitz, ½-½
C25 - Apertura Vienesa, Gambito Steinitz
1.e4 e5 2.Cc3 Cc6 3.f4 exf4 4.d4 Dh4+ 5.Re2 Cf6 6.Cf3 Dg4 7.d5 Ce5 8.h3 Dh5 9.Axf4 Cxf3 10.gxf3 d6 11.Rd2 Dh4 12.Ae3 Ae7 13.Cb5 Ad8 14.Cxa7 Ad7 15.Cb5 0–0 16.Cc3 Ch5 17.De1 Cg3 18.Tg1 Cxf1+ 19.Dxf1 f5 20.Dg2 Tf7 21.Th1 Af6 22.Cd1 Te8 23.f4 Txe4 24.c3 Tfe7 25.Te1 Txf4 26.Af2 Dh5 27.Ae3 Dh4 28.Af2 Dg5 29.Dxg5 Axg5 30.Ae3 Tfe4 31.Axg5 Txe1 32.Axe7 Txe7 33.Cf2 Rf7 34.c4 g5 35.a4 f4 36.a5 Ac8 37.b4 f3 38.Te1 Txe1 39.Rxe1 h5 40.Rd2 g4 41.h4 Af5 42.Ch1 Re7 43.Cg3 Ag6 44.Re3 Rd7 45.b5 Rc8 46.Rd4 Rb8 47.Re3 ½-½

### Partida 22: Steinitz - Chigorin, 1-0
D55 - Gambito de Dama Declinado, Sistema Anti-Tartakower
|       |       |    |       |       |       |       |       |    |  |
|       | a8    | b8 | c8    | d8    | e8    | f8    | g8    | h8 |  |
| a7 pd | b7 pd | c7 | d7    | e7 rl | f7    | g7    | h7 pd |    |  |
| a6    | b6    | c6 | d6 bl | e6 nl | f6 kd | g6 bd | h6    |    |  |
| a5    | b5    | c5 | d5 pl | e5    | f5 pd | g5    | h5    |    |  |
| a4    | b4    | c4 | d4    | e4    | f4    | g4    | h4 pd |    |  |
| a3    | b3    | c3 | d3    | e3    | f3    | g3    | h3    |    |  |
| a2 pl | b2 pl | c2 | d2 rd | e2 rd | f2    | g2    | h2 pl |    |  |
| a1    | b1    | c1 | d1    | e1    | f1 rl | g1    | h1 kl |    |  |
|       |       |    |       |       |       |       |       |    |  |

1.Cf3 d5 2.d4 e6 3.c4 Cf6 4.Cc3 Ae7 5.Ag5 0–0 6.e3 b6 7.Tc1 Ab7 8.Ae2 Cbd7 9.cxd5 Cxd5 10.Cxd5 Axd5 11.Axe7 Dxe7 12.Txc7 Dd6 13.Tc3 Axa2 14.e4 Db4 15.Da1 Ab3 16.Cd2 Ac2 17.Tc4 Dd6 18.Txc2 Dxd4 19.0–0 Cc5 20.Af3 e5 21.Td1 Db4 22.Da3 Db5 23.Cc4 Ce6 24.Td5 Dc6 25.Tc3 Cf4 26.Td6 De8 27.g3 Ch3+ 28.Rg2 Cg5 29.h4 Ce6 30.Cxe5 Cc5 31.Td5 f6 32.b4 Ca4 33.Tc7 fxe5 34.Tdd7 Dg6 35.Txg7+ Dxg7 36.Txg7+ Rxg7 37.Dxa4 Tf7 38.Ag4 Td8 39.Db5 Te7 40.Dc6 Tf8 41.Af5 Tf6 42.Dd5 h5 43.Dd8 Tef7 44.De8 Txf5 45.exf5 Txf5 46.De7+ Tf7 47.Dxe5+ Rg6 48.Dg5+ Rh7 49.Dxh5+ 1-0

### Partida 23: Chigorin - Steinitz, 0-1
C34 - Gambito de Rey, Defensa Schallop
1.e4 e5 2.f4 exf4 3.Cf3 Cf6 4.e5 Ch5 5.Ae2 g6 6.d4 Ag7 7.0–0 d6 8.Cc3 0–0 9.Ce1 dxe5 10.Axh5 gxh5 11.dxe5 Dxd1 12.Cxd1 Cc6 13.Axf4 Af5 14.Ce3 Ae4 15.Cf3 Tfe8 16.Cg5 Ag6 17.Cd5 Axe5 18.Cxc7 Axc7 19.Axc7 Tac8 20.Ag3 Cd4 21.c3 Ce2+ 22.Rf2 h4 23.Ad6 Cd4 24.cxd4 Tc2+ 25.Rg1 Tee2 26.Tae1 Txg2+ 27.Rh1 Rg7 28.Te8 f5 29.Ce6+ Rf6 30.Te7 Tge2 31.d5 Tcd2 32.Ab4?? Txh2+ 0-1